# Chrysorithrum rufescens
Chrysorithrum rufescens là một loài bướm đêm trong họ Erebidae.